# Hjo kyrka
Hjo kyrka är en kyrkobyggnad som tillhör Hjo församling i Skara stift. Kyrkan ligger vid ett torg i samhället Hjo.

## Historik
Ursprungliga kyrkan i Hjo kan ha uppförts någon gång vid slutet av 1200-talet eller i början av 1300-talet. Den hade ett i öster rakt avslutat kor av sten, ett långhus med en kortare del i sten som fortsattes av en längre sektion i trä. Väggar och tak var spåntäckta, liksom vapenhuset på sydsidan uppfört i trä eventuellt i stavteknik. Långhuset hade en åttakantig takryttare, som avslutades med en spetsig spira med flöjel. Nordost om kyrkan stod en klockstapel med spånklädd huv och en liten takryttare. Medeltidskyrkan förstördes vid en brand 1794 och endast ett fåtal inventarier kunde räddas.

## Kyrkobyggnaden
Efter branden var 1799 en ny kyrka färdigställd vid Stora Torgets norra sida uppförd av byggmästaren Johan Bergman efter ritningar från Överintendentsämbetet., men först omkring 20 år senare var inventarierna på plats.
Kyrkan är mycket stilren och stiftets mest utpräglade gustavianska skapelse. Man har strävat efter antik enkelhet och symmetri. Byggnaden består av ett långhus med ett centralt placerat kor på sydsidan och rundade gavelpartier. Mitt på södra sidan finns kyrktornet och mittemot på norra sidan sakristian.
Vid en omfattande restaurering i 1900–1902 under ledning av Adrian Crispin Peterson tillkom nuvarande höga spetsiga tornspira. Av Petersons övriga omdaningar av interiören återstår idag endast glasmålningar i korfönstren, utförda av Reinhold Callmander. Vid en ny restaurering 1937–1938 försökte man återskapa den ursprungliga klassicismen. 

## Inventarier
- Predikstolen är ritad av Ludvig Hawerman och sattes upp 1859 i långhusets nordöstra hörn. 1938 flyttades den åt norr och fick en ny trappa. 1940 fick predikstolens fält skulpturer utförda av Axel Andersson i Morup.

### Orglar
- Orgeln på läktaren i väster är en av stiftets största senromantiska orglar. Verket byggdes 1911 av E. A. Setterquist & Son, Örebro. Det utökades 1917 av Olof Hammarberg och byggdes om och utökades ytterligare 1941 av E. A. Setterquist & Son Eftr., Örebro. Det restaurerades och återställdes till sin senromantiska originaldisposition 2000 av Ålems Orgelverkstad. Den stumma fasaden från 1859 års orgel är ritad av Ludvig Hawerman och byggd av Sven Fogelberg. Med sina arkaiserande drag bildar den tillsammans med läktaren en väl utformad arkitektonisk enhet i kyrkans västparti. Instrumentet har 22 stämmor fördelade på två manualer och pedal.[5]
- Kororgeln, byggd av AB Modul-orgel i Umeå 1981, såldes 2013 och har ersatts med en ny kororgel från Tostareds Kyrkorgelfabrik som invigdes 2016.[6]

## Bilder

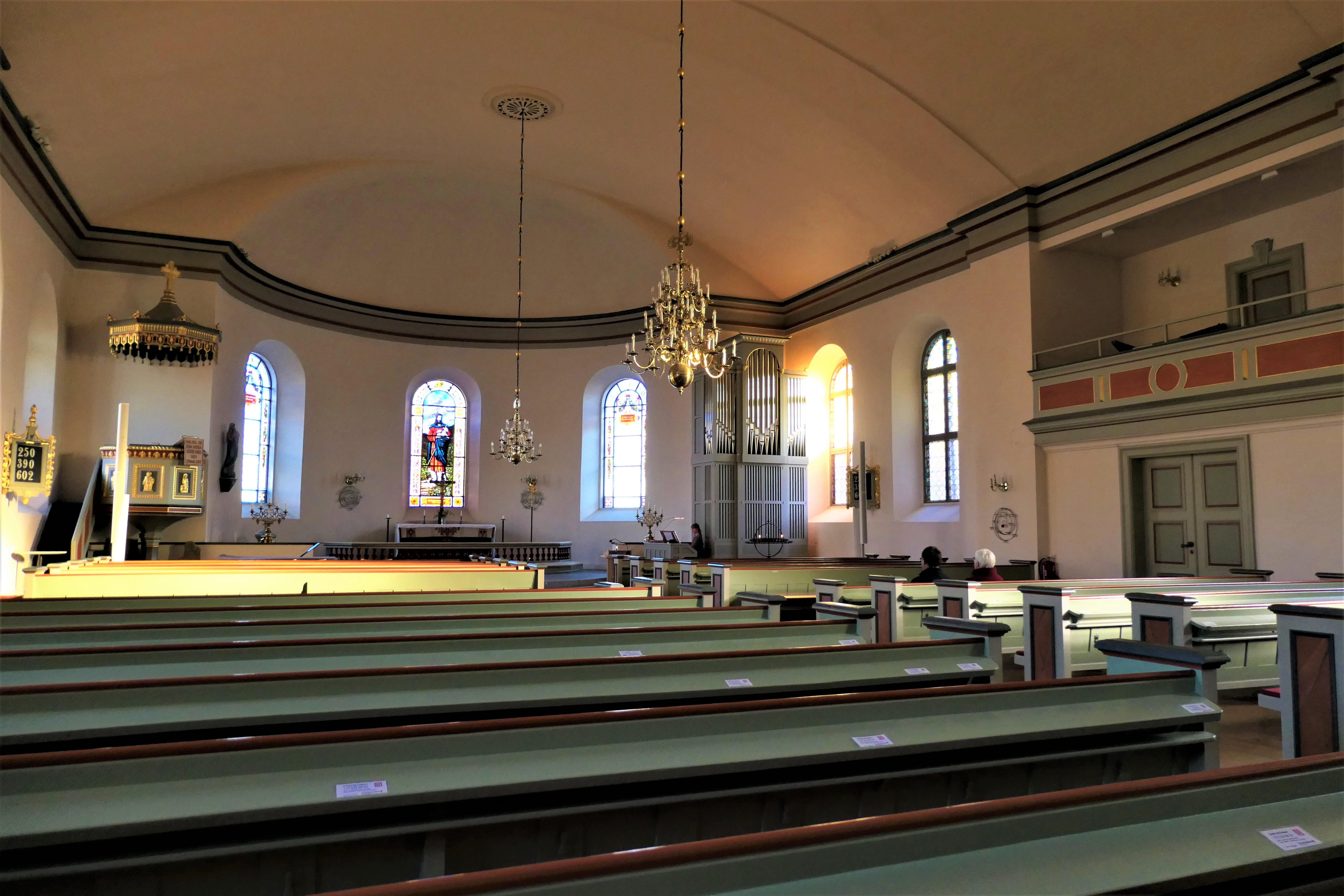
Kyrksalen.
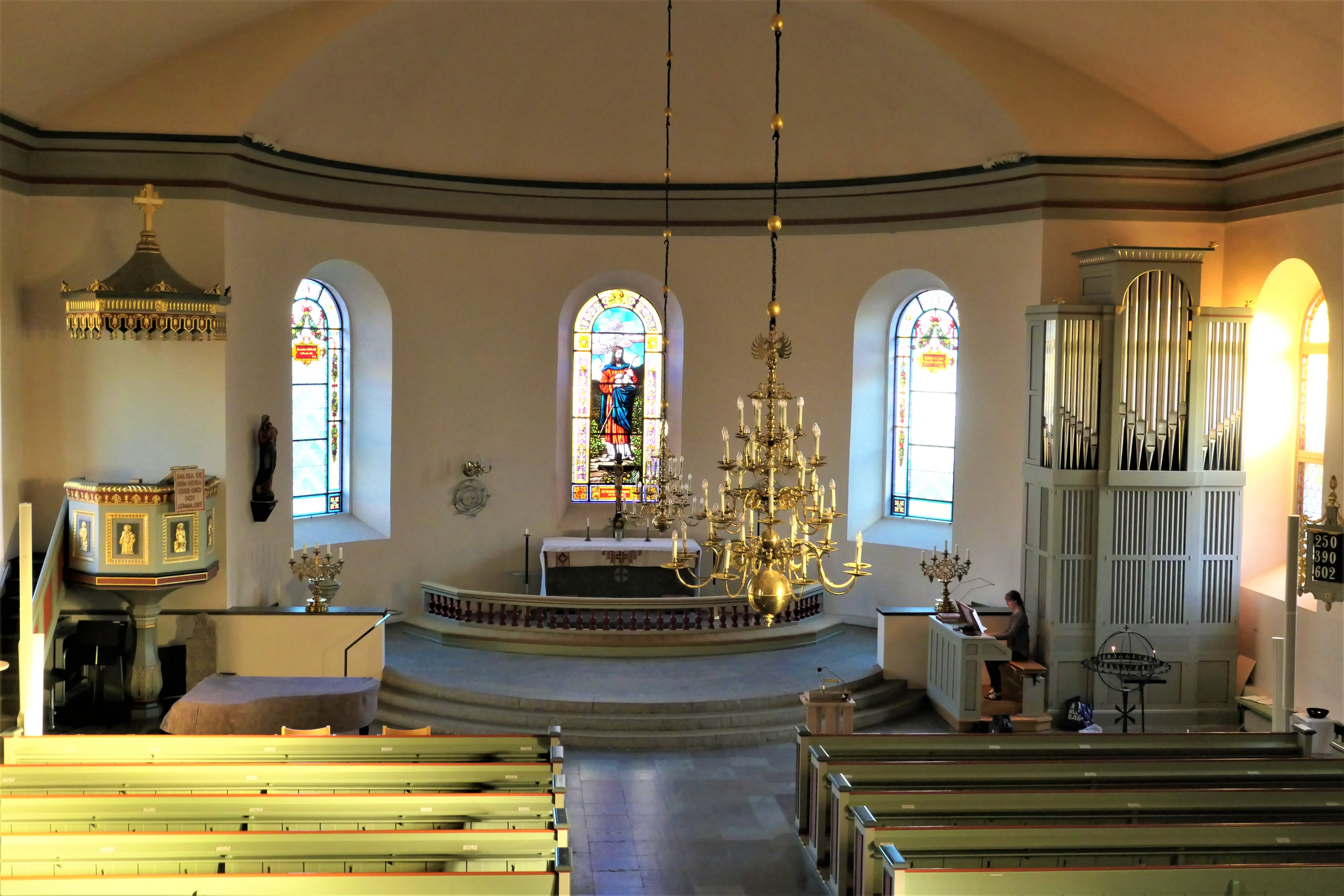
Vy från orgelläktaren mot altaret, med kororgeln från 2016 till höger.
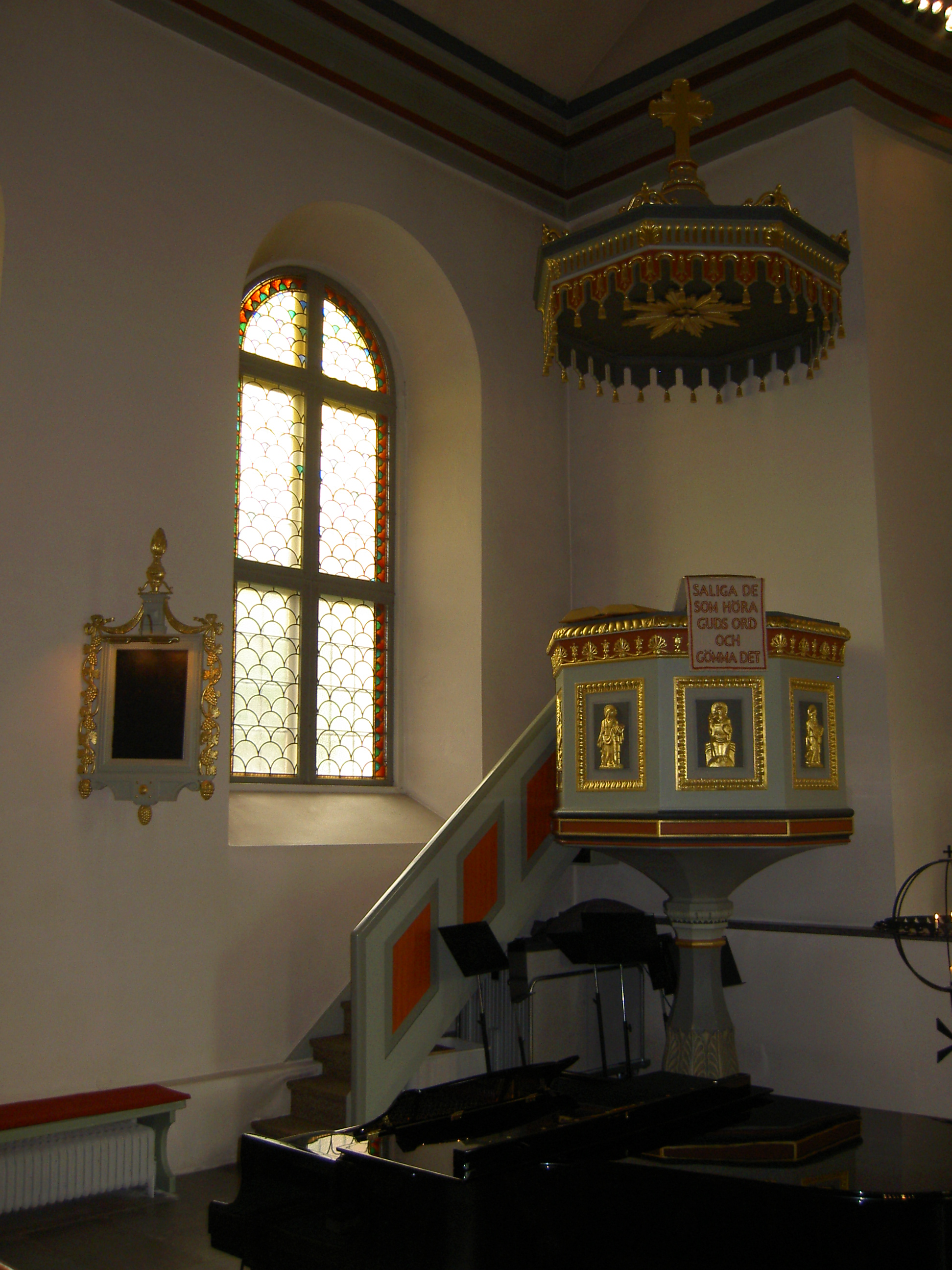
Predikstolen.
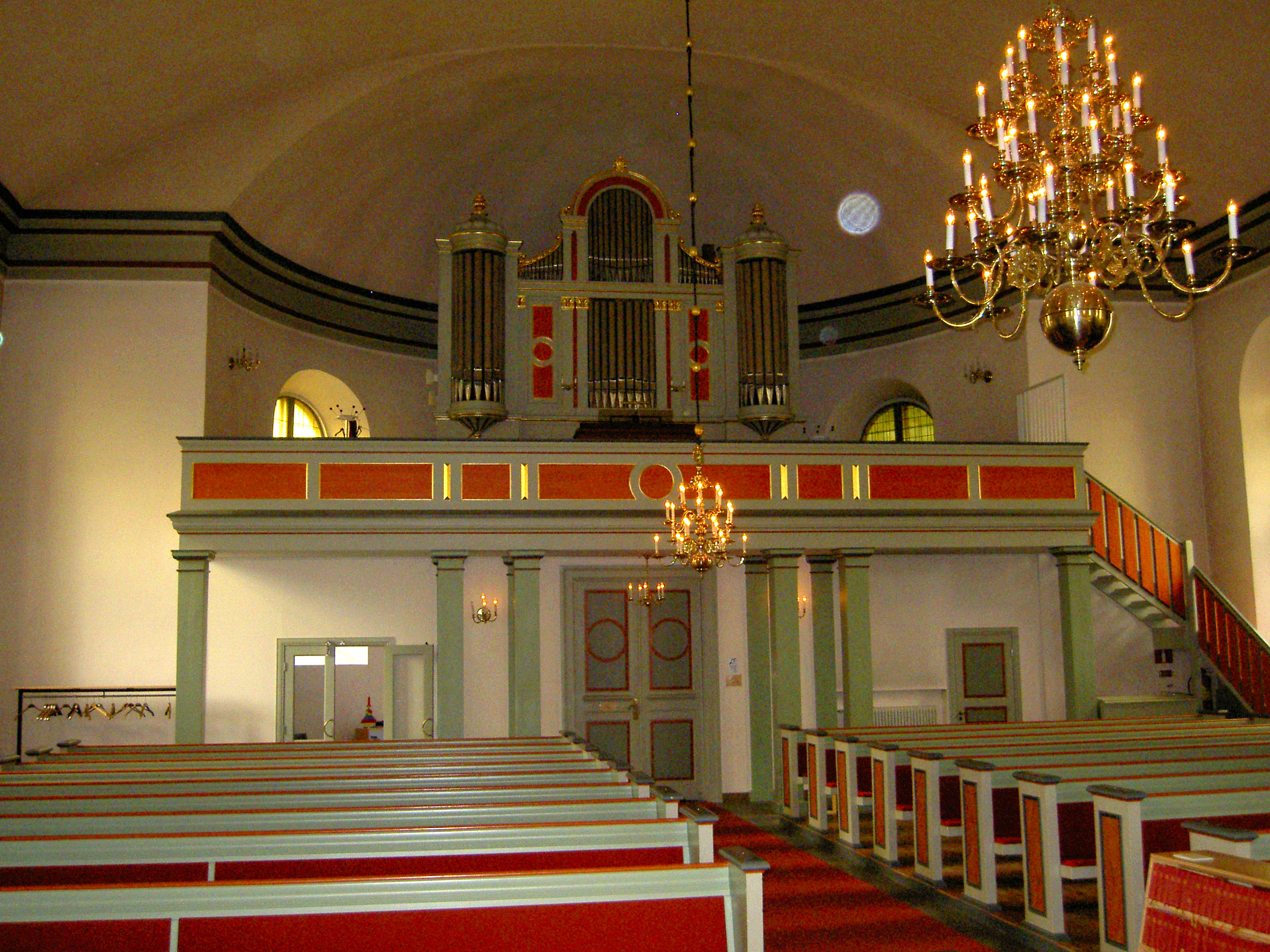
Orgelläktaren.
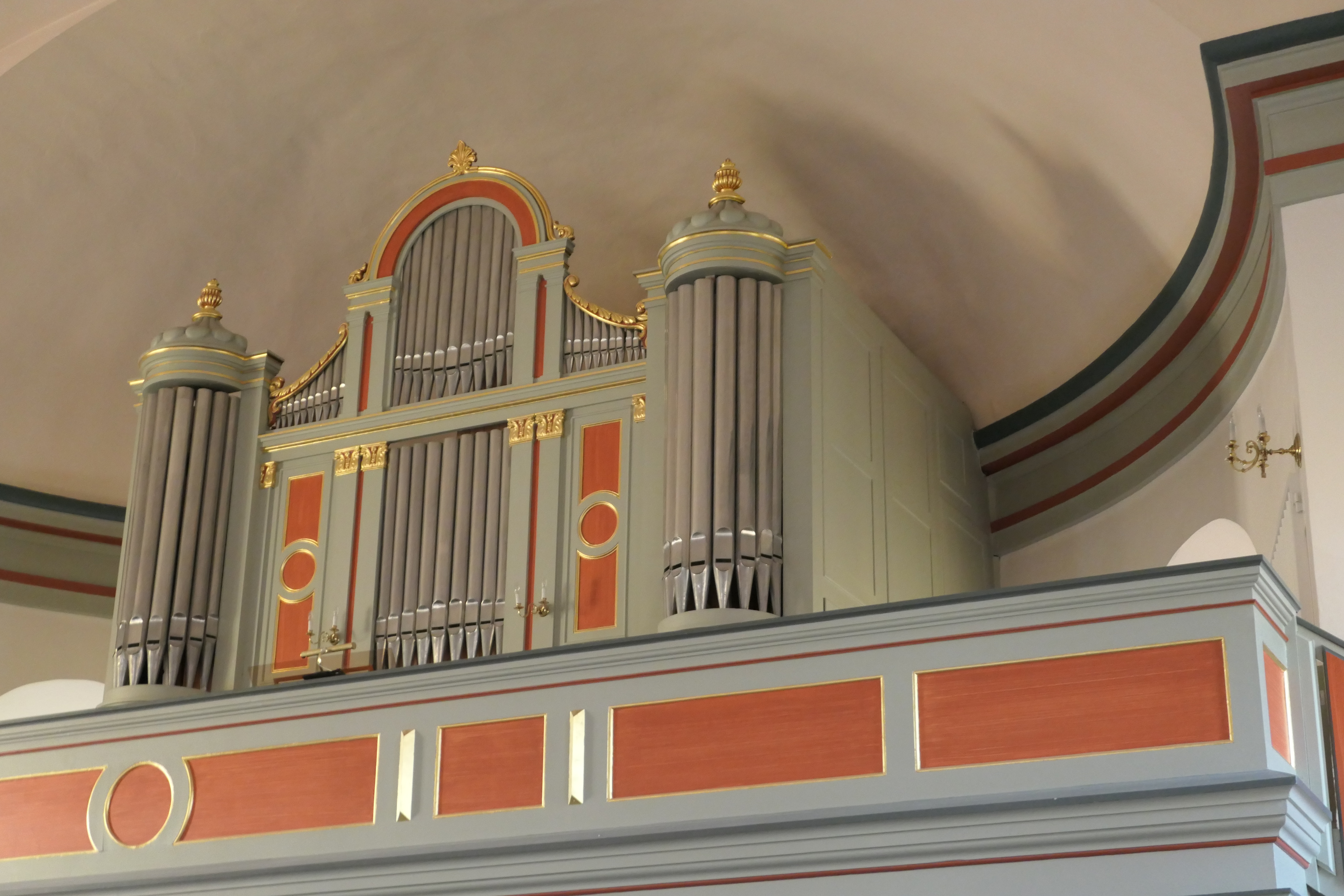
Orgeln.